# Cừu Tunis Mỹ
Cừu Tunis Mỹ hoặc cừu Tunis là một loài cừu đuôi béo đang có nguy cơ tuyệt chủng ở Mỹ. Giống cừu này có nguồn gốc từ cừu Barbarin Tunisia nhập khẩu vào Hoa Kỳ từ Tunisia vào năm 1799. Cừu Tunis Mỹ được nuôi dưỡng chủ yếu để lấy thịt.

## Lịch sử
Năm 1799, Bey của Tunis, Hammuda ibn Ali, gửi mười con cừu Barbarin Tunisia như một món quà cho George Washington.:155 Hai con cừu này đã đến dinh thự Belmont của Richard Peters ở Pennsylvania. Peters cho mượn các con cừu đực Tunis của mình để chăn nuôi và giống này dần dần phát triển. Nó được viết nhiều, và được ghi chép trong các tác phẩm của một số nhân vật nổi tiếng như John Adams, George Washington Custis và Thomas Jefferson, và sau đó là Charles Roundtree, người vào đầu thế kỷ hai mươi là thư ký của Hội chăn nuôi cừu Tunis Mỹ.:10 Cừu Tunis trở thành giống thịt chính của vùng Trung Đại Tây Dương và Thượng Nam, nhưng hầu như biến mất trong Nội chiến Hoa Kỳ. Sau Nội chiến Hoa Kỳ, Tunis được nuôi dưỡng chủ yếu ở New England và trong vùng Great Lakes. [3] Vào cuối thế kỷ XIX, một số cừu Tunis đã được chuyển đến Indiana, nơi có một số giống lai với cừu Southdown. Hiệp hội các nhà tạo giống cừu này, Hiệp hội các nhà lai tạo cừu Tunis ở Mỹ, được thành lập vào năm 1896.:156